# Dombeya mauritiana
Espèce
Classification phylogénétique
Dombeya mauritiana est une espèce d'arbuste du genre Dombeya, endémique de l'île Maurice, sauvée de l'extinction totale à la fin du XXe siècle grâce à la biologie moléculaire. En fait, il ne restait qu'un seul pied mâle qui, grâce à du bouturage et à des traitements hormonaux (pour en faire devenir certains femelles), a pu survivre. Il fait partie de la liste des 100 espèces les plus menacées au monde établie par l'UICN en 2012.

## Galerie

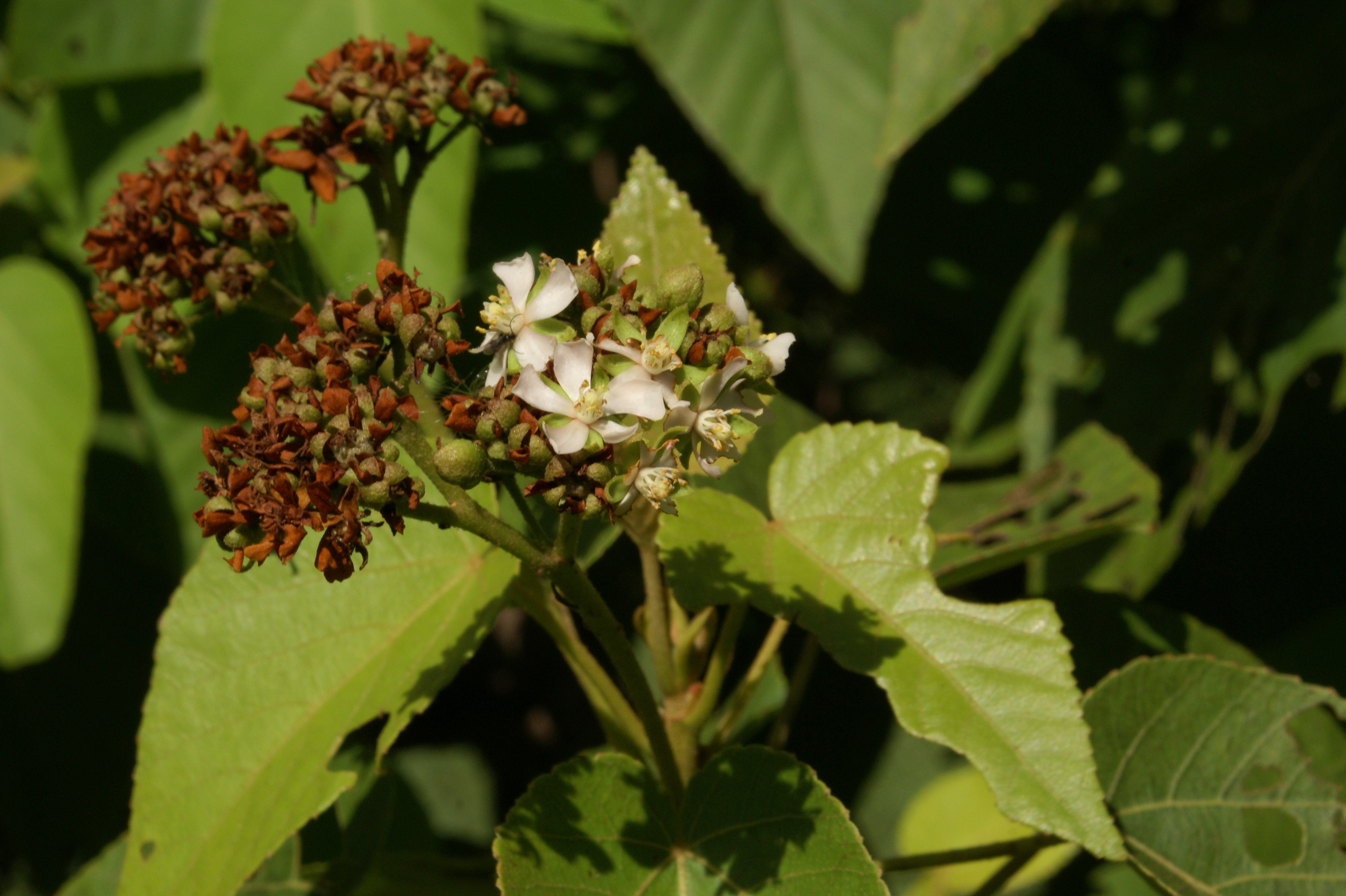
Fleurs et fruits de Dombeya mauritiana